# 绿色GDP
绿色国内生产总值，缩写为GeGDP，简称为绿色GDP，是一个以经济增长和环境因素综合起来的一个指数。

## 計算方式
绿色GDP的值小于GDP的值，即GeGDP的值等于在现行GDP核算值的基础上，再减去以下两项数值：一项称「资源耗减成本」（这里讲的资源主要指土地、森林、矿产和水），另一项称「环境降级成本」（是指因环境破坏引起环境等级下降而应计入的成本。绿色GDP的公式表达为：
　GeGDP = GDP - 资源耗减成本 - 环境降级成本。

## 產生背景
现行的以GDP为核心的国民经济核算体系，由于忽略非市场产出、环境破坏、资源浪费方面的有关计算，這樣的指標並不完整。由于经济活动中，对资源消耗和对环境的负面影响越来越大，而长期忽略这种负面影响的后果，高估了GDP带来的经济利益，还誤導了社會，使社會忽視了因經濟發展而破壞環境引致的經濟損失，助长人们对资源的滥用或对环境的破坏。

## 應用
2004年，中国总理温家宝宣布，绿色GDP指数将取代原有的中国GDP指数，给最高级别政府和党的官员作为一个绩效指标。可是2007年，当环境损害调整后的GDP指数未能符合政治需要，中国政府的这项经济核算实验就失败了。有些省的绿色GDP指数的增长速度，几乎降低为零。在面对越来越多的证据表明环境破坏和资源枯竭要远远比预计的经济损失厉害，政府不仅撤回了对绿色GDP的支持，还有压制了将要在2007年3月出稿的2005年报告。

## 評價
目前許多统计人员表明这个'绿色GDP'有不少算法的问题，我们不得不承认原本GDP指数的不足。 
有一些环保专家更喜欢物理指标（如“人均的废物值”或“每年的二氧化碳的排放量” ） ，这些可能将统计到汇总指数，如“可持续发展指数”。